# 多摩川原橋
多摩川原橋（たまがわらばし）は、東京都の多摩川に架かる橋である。

## 概要
東京都道・神奈川県道19号町田調布線（鶴川街道）を渡す。右岸は稲城市、左岸は調布市である。右岸下流は200 m足らずで神奈川県川崎市に入る。旧橋は1935年（昭和10年）に架けられた。現在の橋は、旧橋の老朽化と交通量の増大のために架け替えられた。2車線の橋が上流側に1998年（平成10年）に、下流側に2006年（平成18年）に完成し計4車線を通す。上流側には多摩川原水道橋が架かる。下流約1 kmには京王相模原線多摩川橋梁が架かる。

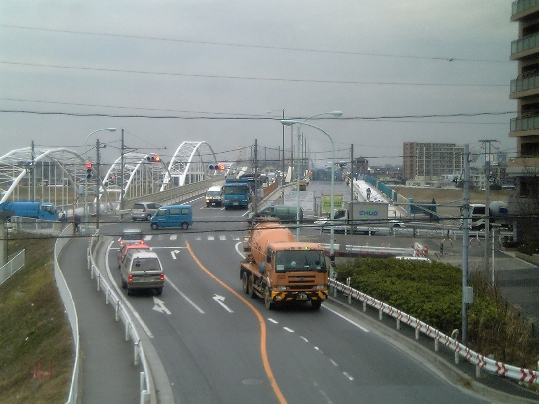
鶴川街道・稲城・矢野口方向から調布方向を臨む。下り車線は未完成の為、上り車線を分割供用している。2004年12月撮影。
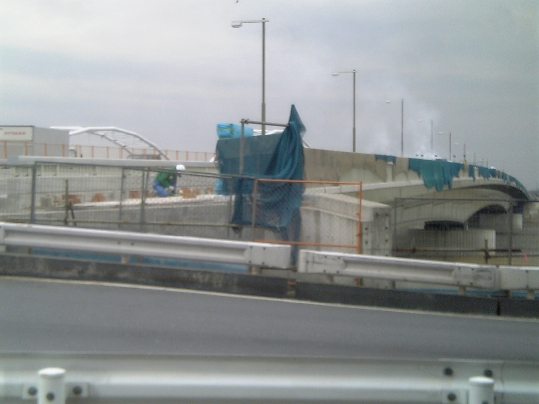
左奥が上り(北)車線、手前が工事中の下り(南)車線。2004年12月撮影。稲城から調布方向。画像、右方向を200 mも行けば川崎市多摩区である。

## 周辺
左岸
- 京王相模原線京王多摩川駅
- 京王閣競輪場

右岸
- JR南武線矢野口駅